# 柴田タカ
柴田 タカ（しばた たか、1916年10月10日 - 1991年）は、日本の短距離走選手。1932年ロサンゼルスオリンピックで女子100メートル競走に出場した。

## 生涯
山形県山形市において、菓子店の長女として生まれる。山形高等女学校（現在の山形県立山形西高等学校）在校中:6、1932年ロサンゼルスオリンピックで女子100メートル競走に出場した。山形県初の女子オリンピック選手である。オリンピックでは予選で落選しており、公式記録上は「記録なし」とされている。
同大会には渡辺すみ子（1916年11月28日生まれ）が満15歳で女子100m走に出場している。オリンピックに出場した日本の陸上選手としては渡辺が最年少記録（2022年現在も維持）とされ、柴田はこれに次いで年少の選手とされる。日本陸上競技連盟では1916年生まれ・満16歳出場とするが、生まれた月日が不詳とされる。Sports Reference LLC.では10月10日生まれとするが典拠は不明。山形県郷土館では「15歳で出場」とある。
『少女倶楽部』1934年6月号の特集記事「女子スポーツ選手グラフ」が同世代の女子選手たちを取り上げた際、当時山形女子師範学校3年生の柴田は、100m走で12秒6の記録を持つ選手であるとともに、学業に励み、6人の弟妹の面倒を見たり店番を務めたりするなど家事・家業に貢献していることが記され、模範的な「スポーツ少女」として紹介した。
山形県女子師範学校卒業後、小学校教諭を務めた。その後、山形市内の寺に嫁ぎ、4人の子を育てた。子供たちには母がオリンピック選手であったことを自慢しないよう語っていたと言い、山形県郷土館（文翔館）は謙虚な人柄を示すエピソードとして紹介している。